# 扎瓦季夫卡 (利維夫州)
49°8′35″N 23°3′48″E / 49.14306°N 23.06333°E
扎瓦季夫卡（烏克蘭語：Завадівка），是烏克蘭西部的村落，隸屬利沃夫州桑比爾區圖爾卡市鎮，始建於1630年，面積1.5平方公里，海拔高度558米，人口950，人口密度每平方公里619.33人。